# Żywiczlin
Żywiczlin, cyprzyk, kieliszniak (Callitris) – rodzaj drzew z rodziny cyprysowatych (Cupressaceae). Obejmuje 16 gatunków występujących w Australii (14 gatunków) oraz na Nowej Kaledonii (dwa gatunki). Większość gatunków rośnie na suchych obszarach w Australii i dobrze znosi susze. Callitris macleayana rośnie w lasach deszczowych w Nowej Południowej Walii, a Callitris rhomboidea jest rozpowszechniony w lasach wschodniej Australii. Rośliny uprawiane są jako ozdobne w australijskich ogrodach i parkach. Cenione jest także ich drewno, wonne i odporne (w tym na termity) zwłaszcza w przypadku Callitris columellaris.

## Morfologia

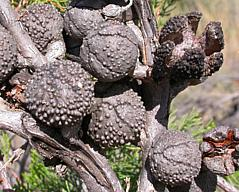
Szyszki Callitris verrucosa

PokrójDrzewa (do 30 m wysokości) i krzewy o krótkich i wzniesionych zwykle rozgałęzieniach pędów, z końcowymi odcinkami pędów sztywnymi i skupionymi. O ile młode i krzaczaste rośliny mają pokrój zwykle stożkowaty, o tyle drzewa z tego rodzaju mają korony bardzo rozłożyste.
LiścieLiście młodociane są igłowate. Liście właściwe są drobne (do 1,5 mm długości), łuskowate, rzadziej igłowato wydłużone. Na szczycie są trójkątne. Nasady mają rozszerzone i pochwowato obejmujące pęd. Wyrastają w okółkach po 3–4.
Organy generatywneRośliny jednopienne. Szyszki męskie wyrastają na końcach pędów i mają kształt cylindrycznie wydłużony lub owalny, osiągają do 3 mm długości. Szyszki żeńskie wyrastają na krótkich i grubych szypułach. Dojrzewają zwykle w drugim roku, po czym długo jeszcze utrzymują się na roślinach. Tworzone są przez 6–8 nierównych łusek nasiennych (makrosporofili), drewniejących i rozchylających się w części środkowej podczas dojrzewania. Na każdej łusce powstaje od 2 do 9 nasion.
NasionaNasiona są oskrzydlone przez dwa lub trzy równe lub nierówne wąskie lub szerokie skrzydełka.

## Systematyka
Wykaz gatunków
- Callitris baileyi C.T.White
- Callitris canescens (Parl.) S.T.Blake
- Callitris columellaris F.Muell.
- Callitris drummondii (Parl.) Benth. & Hook.f. ex F.Muell.
- Callitris endlicheri (Parl.) F.M.Bailey
- Callitris macleayana (F.Muell.) F.Muell.
- Callitris monticola J.Garden
- Callitris muelleri (Parl.) Benth. & Hook.f. ex F.Muell.
- Callitris neocaledonica Dümmer
- Callitris oblonga Rich. & A.Rich.
- Callitris preissii Miq.
- Callitris rhomboidea R.Br. ex Rich. & A.Rich.
- Callitris roei (Endl.) Benth. & Hook.f. ex F.Muell.
- Callitris subumbellata (Parl.) Schltr.
- Callitris sulcata (Parl.) Schltr.
- Callitris verrucosa (A.Cunn. ex Endl.) R.Br. ex Mirb.